# 兵庫県立高砂高等学校
兵庫県立高砂高等学校（ひょうごけんりつ たかさごこうとうがっこう）は、日本の近畿地方西部の、兵庫県高砂市高砂町朝日町二丁目（旧・加古郡高砂町）に所在する県立高等学校である。
映画『スウィングガールズ』（2004年公開）のモデルとなったジャズバンド部「ビッグフレンドリージャズオーケストラ」があることで知られている。

## 沿革
- 1922年（大正11年）9月23日 - 高砂町立高砂実科高等女学校（修業年限4か年）の設置に認可が下りる[5]。高砂町助役・山本佐太郎が校長事務取扱を命ぜられる[5]。
- 1923年（大正12年）
  - 4月1日 - 開校 / 兵庫県加古郡高砂町に所在する高砂尋常高等小学校内にて、高砂町立高砂実科高等女学校（当校の前身）が開校する[5]。初代校長は高砂尋常高等小学校校長・安田勉が兼務した[5]。
  - 5月22日 - 創立 / 高砂町立高砂実科高等女学校が開校式を挙行[5]。当校はこの日をもって創立されたものとする[5]。
- 1926年（大正15年）3月1日 - 「高砂町立高砂実科高等女学校」から「兵庫県高砂実科高等女学校」へと改称[5]。
- 1936年（昭和11年）9月7日 - 現在所在地にて、校舎・講堂などが完成する[5]。
- 1943年（昭和18年）4月1日 - 「兵庫県高砂実科高等女学校」から「兵庫県高砂高等女学校」へと改称[5]。
- 1948年（昭和23年）4月1日 - 新制高校に移行し、「高砂町立高砂高等学校」へと改称[5]。
- 1949年（昭和24年）4月1日 - 高砂町単一学区となり、第1学年から男女共学へ移行する[5]。
- 1950年（昭和25年）4月1日 - 兵庫県に移管され、「兵庫県立高砂高等学校」へと改称[5]。併せて学区を拡張する[5]。
- 1965年（昭和40年） - 吹奏楽部（現・ジャズバンド部の前身）が創部される[2]。しかしその後、十数人しか部員が集まらない時期が長く続いた[2]。
- 1969年（昭和44年）7月16日 - プール（初代）の完成[5]。
- 1975年（昭和50年） - 吹奏楽部が、OBから「10名程度でもできるビッグバンドをやろう」との提案を受けて全員がジャズに転向し[2]、後にジャズバンド部「ビッグフレンドリージャズオーケストラ (Big Friendly Jazz Orchestra)」へと進展する。
- 1990年（平成2年）4月1日 - 明石学区の分離に伴い、加印学区の所属となる[5]。
- 1995年（平成7年）1月17日 - 阪神・淡路大震災が発生し、当校も被災する。
- 1996年（平成8年）3月6日 - 阪神・淡路大震災の復旧工事が竣工する[5]。
- 1997年（平成9年）4月1日 - この年の頃、英語教師・米田忠雄が当校に赴任し、間もなくしてジャズバンド部の顧問にもなる[注 1]。
- 2001年（平成13年）某月某日（冬季） - 当校のジャズバンド部をモデルに製作される日本映画『スウィングガールズ』の企画が進捗し、製作スタッフ数名が取材のために当校を訪れる[6]。そのなかに脚本と監督を務める矢口史靖もおり、ジャズバンド部の顧問である米田忠雄と会合する[6]。
- 2002年（平成14年）8月18日 - 神戸市民文化振興財団等が主催する"夏を彩る、中学・高校生によるジャズの祭典"「ジャパンステューデントジャズフェスティバル (JAPAN STUDENT JAZZ FESTIVAL)」の第18回大会[7]が神戸文化ホールで開催され、当校のジャズバンド部が事実上のグランプリにあたる神戸市長賞[8]（以下『グランプリ』と称す）を受賞し、以後、3年連続で受賞する[2][9]。それ以前も数回神戸市長賞を受賞。
- 2004年（平成16年）
  - 3月26日 - プール（2代目）の完成[5]。
  - 9月11日 - 映画『スウィングガールズ』（配給：東宝）が全国公開される。
- 2006年（平成18年）
  - 5月30日 - 体育館耐震補強その他建築工事の竣工[5]。
  - 10月13日 - 部室耐震補強その他工事の竣工[5]。
- 2007年（平成19年）12月17日 - 耐震補強その他工事の竣工[5]。
- 2011年（平成23年）8月21日 - 「2011年度 ジャパンステューデントジャズフェスティバル」（第29回大会）で当校のジャズバンド部がグランプリを受賞し、以後、5年連続で受賞する[7][9][8][10][注 2][7][9]。
- 2012年（平成24年）
  - 3月29日 - 太陽光発電設備工事の竣工[5]。
  - 5月30日 - 普通教室への空調設備の設置工事が竣工[5]。
  - 6月21日[要出典] - 高砂高等学校創立90周年記念事業に合わせて、在校生が自分たちでデザインしたゆるキャラ「まつえもん」を文化祭で発表する[11]。

## 制服
制服は、男子は標準型学生服（詰襟学生服）、女子はセーラー服を着用する。冬季の女子に限っては、カーディガンや黒タイツなどの防寒着の着用が認められている。

## クラブ活動
当校で活動しているクラブ（部）を列記し、特筆性の高いものはセクションを特設して解説する。なお、当校のクラブ活動では、内外の情報量においてジャズバンド部が例外的に充実しており、本項での記述内容の比重はそれを反映したものとなっている。

### 運動部
- 野球部
- ソフトボール部
- サッカー部
- 男女バスケットボール部
- 男女ソフトテニス部
- 男女バレーボール部
- バドミントン部
- 卓球部
- 陸上競技部
- 水泳部
- ダンス部
- 剣道部
- 柔道部
- 空手道部

### 文化部
- 音楽部
- 吹奏楽部 (1965-1975) →
ジャズバンド部（1975-現在）
- 演劇部
- 文芸部
- 美術部
- 書道部
- 茶道部
- 華道部
- 園芸部
- 調理研究部
- 写真部
- パソコン部
- ボランティア部

### ジャズバンド部
1965年（昭和40年）に創部された吹奏楽部を前身とする。しかしその後、十数人しか部員が集まらない時期が長く続いた。
1975年（昭和50年）にOBが「少ない人数でもできるビッグバンドをやろう」と提案し、これを受けて全員がジャズに転向。部名は吹奏楽部のまま数年続く。ビッグバンドに提案したOB4名が、入れ替わり立ち替わり指導や運営に関わる。当時顧問は居たが指導等にはノータッチで部管理や責任のみであった。
実力と奔放さを併せ持った同クラブの魅力はクリエイターの目にも留まり、同クラブをモデルに製作される日本映画『スウィングガールズ』の企画が進捗する。2001年（平成13年）には監督・矢口史靖らが取材などのために来校した。人気女優・上野樹里を主演とした映画は2004年（平成16年）9月11日に全国公開され、大いにヒットした。この時分の前後数年は同クラブにとって最初の黄金期と言える。
同クラブは、神戸文化ホールを舞台に神戸市民文化振興財団等が主催する"夏を彩る、中学・高校生によるジャズの祭典"「ジャパンステューデントジャズフェスティバル (JAPAN STUDENT JAZZ FESTIVAL)」に以前から参加し、事実上のグランプリにあたる神戸市長賞を何回も受賞し、ライバル校である甲南中学校・高等学校らとしのぎを削りながらも3年連続でグランプリにも輝いている。
2011年（平成23年）にも「ジャパンステューデントジャズフェスティバル」第29回大会でグランプリを受賞。以後、5年連続で受賞している。この時代には伊丹市立伊丹高等学校が最大のライバルとなっていた。2017年度（平成29年度）と2018年度（平成30年度）は伊丹高校がグランプリを受賞。2019年度（令和元年度）は高砂高校が受賞。2020年度（令和2年度）はコロナ禍で大会が中止されている。
2021年度は、動画審査としてJSJFは開催され、高砂高校が神戸市長賞を受賞する。

## ゆかりのある著名人

### 卒業生
- 小山正明 - 元・野球選手、現・野球指導者。1934年（昭和9年）生まれ。
- 神部年男 - 元・野球選手、現・野球指導者。1943年（昭和18年）生まれ。
- つりたくにこ - 漫画家。1947年（昭和22年）生まれ。1985年（昭和60年）没。
- 沼田昭二 - 実業家（神戸物産創業者・初代社長）[12]。1954年（昭和29年）生まれ[12]。1973年（昭和48年）卒業。
- 花房健 - 元・野球選手。1957年（昭和32年）生まれ。
- 大西順子 (競泳選手) - 元・水泳選手（競泳）。1974年（昭和49年）生まれ。
- 浅見重紀 - 柔道家。1975年（昭和50年）生まれ。
- おのまきこ - 歌手（花*花のメンバー）。1976年（昭和51年）生まれ。ジャズバンド部に所属した。
- 村田智穂 - 将棋棋士（女流棋士）。1984年（昭和59年）生まれ。2年生の時にプロ入りしている。
- 坂本友梨 - 元・野球選手（女子プロ野球）。1994年（平成6年）生まれ。ソフトボール部に所属した。
- 川西拓実

歌手、アイドル。1999年（平成11年）生まれ。野球部に所属し、在学当時は音楽より野球を優先させていた（エイベックスの1次審査に合格していながら、東京での2次審査の日程が高校野球の大会とかぶったために諦めた）。

### 卒業生以外
- 米田忠雄（よねだ ただお[1]）

兵庫県神戸市出身。当校の英語教諭。当校への赴任は1997年（平成9年）頃か（※1997）。赴任した年からジャズバンド部「ビッグフレンドリージャズオーケストラ (BFJO)」の顧問も務めている。教師になって最初に赴任した兵庫県立香住高等学校（美方郡香美町）では吹奏楽部の顧問を務めていたが、香美町は「吹奏楽の町」と言うべき町ぐるみで吹奏楽に取り組む地域であった。そこでの感動的体験が、次の赴任先であった当校のジャズバンド部に大きな影響を与えていると、米田は語る。中学生時代には折からのSFブームに乗って筒井康隆のSF小説に嵌っていたが、その内容から山下洋輔とジャズを知ることになり、中学の3年間は音楽と言えばそればかり聴いていたという。大学時代に買った楽器はアルトサックスであった。

## 交通アクセス
山陽電気鉄道本線高砂駅から北へ約700メートル。

## 周辺
- 高砂市文化会館・高砂市福祉保健センター
- 高砂市勤労会館
- 加古川